# ولایت ریکوزن

این ولایت با رنگ تیره مشخص شده است.

ولایت ریکوزن (به ژاپنی: 陸前国 Rikuzen-no kuni) یکی از ولایت‌ها در تقسیم‌بندی کشوری قدیم ژاپن بود.